# IC 4088
IC 4088 — галактика типу Sab (компактна витягнута галактика) у сузір'ї Волосся Вероніки.
Цей об'єкт міститься в оригінальній редакції індексного каталогу.